# Agnes Baldwin Brett
Agnes Baldwin Brett nata Agnes Baldwin (1876 – 1955) è stata una numismatica e archeologa statunitense.
Agnes Baldwin Brett ha lavorato come curatore alla American Numismatic Society dal 1910 al 1913. È stata la prima donna a ricoprire questo incarico alla American Numismatic Society. Ha dato importanti contributi allo studio della monetazione antica, delle medaglie e della scultura. È stata anche lettore di archeologia alla Columbia University nel 1936.

## Biografia
Brett è cresciuta a Newark, New Jersey. Ha frequentato il Barnard College e ha ricevuto il Bachelor of Arts nel 1897 e ha completato gli studi alla Columbia University nel 1900. Ha passato due anni come Fellow alla American School of Classical Studies at Athens. Nel 1910 è diventata curatore alla American Numismatic Society, la prima donna a ricoprire questo incarico. Ha collaborato con questa istituzione fino alla sua morte.
È stata Associate Curator of Ancient Coins onoraria dal 1923 al 1955 e è stata al vertice del ANS Publications Committee dal 1923 al 1946. Il suo epistolario e i suoi manoscritti sono ora ospitati negliarchivi della American Numismatic Society.

## Riconoscimenti

### Medaglia della Royal Numismatic Society
Nel 1943 è stata premiata con l'assegnazione della medaglia della Royal Numismatic Society. Non fu in grado di essere presenta alla cerimonia di consegna e gli atti della Royal Numismatic Society del 1943 descrivono come John Allan abbia ricevuto la medaglia per procura e letto la lettera di accettazione. Il presidente della Royal Numismatic Society, Harold Mattingly, notò che Agnes Brett era la seconda statunitense (dopo Edward Theodore Newell), e la seconda donna (dopo Helen Farquhar) a ricevere la medaglia. Mattingly concluse il discorso notando: 
(Harold Mattingly)

### Archer M. Huntington Medal
Nel 1919 ad Agnes Brett è stata assegnata la Archer M. Huntington Medal, un premio conferito dalla American Numismatic Society. È stata la seconda persona a ricevere questo riconoscimento.

## Collezioni
Agnes Brett raccolse una collezione di sigilli cilindrici babilonesi e la sua collezione è stata pubblicata nel 1936 dall'Istituto orientale della Università di Chicago (University of Chicago Oriental Institute).

## Vita privata
Agnes Baldwin sposò George Monroe Brett nel 1914 ed ha avuto una figlia, Barbara Brett Sanders (5 marzo 1920 – 11 febbraio 2013).

## Pubblicazioni

### Libri
- Five Roman Gold Medallions, or, Multiple Solidi of the Late Empire, The American Numismatic Society: Numismatic Notes and Monographs, no. 6 (New York, 1921)
- Six Roman Bronze Medallions, The American Numismatic Society: Numismatic Notes and Monographs, no. 17 (New York, 1923)
- Four medallions from the Arras hoard, The American Numismatic Society: Numismatic Notes and Monographs, no. 28 (New York, 1926)
- Victory issues of Syracuse after 413 B.C., The American Numismatic Society: Numismatic Notes and Monographs, no. 75 (New York, 1936)
- Museum of Fine Arts, Boston: Catalogue of Greek coins, (Boston, 1955)

### Articoli
- "A bronze coin of Bithynia: The Lyre, Chelys", in Journal International d'Archeologie Numismatique 4 (1901) 67-76
- "The gold coinage of Lampsacus", in Journal International d'Archeologie Numismatique 5 (1902) 5-24
- "The cave at Vari. V. coins", in American Journal of Archaeology 7 (1903) 335-337
- "Facing heads on ancient Greek coins", in American Journal of Numismatics 43 no. 3 (August, 1909) 113-131
- "M. Godefroid Devreese", in American Journal of Numismatics 44, no. 2 (April, 1910) 61-63
- "The Virginia half-pennies", in The Numismatist 24, no. 8 (August, 1911) 276
- "Les monnaies de bronze dites incertaines du Pont ou du Royaume de Mithridate Eupator", in Revue Numismatique 4th ser., 17 (1913) 285-313
- "The electrum and silver coins of Chios, issued during the sixth, fifth, and fourth centuries, B.C.: A chronological study", in American Journal of Numismatics 48 (1914) 1-60
- "Symbolism on Greek coins", in American Journal of Numismatics 49 (1915) 89-194
- "An unedited gold stater of Lampsakos", in Zeitschrift für Numismatik 32 (1920) 1-14
- "The double sestertius of Trajan Decius", in The Numismatist 33, no. 6 (June, 1920) 277-279
- "A Roman gold bar from Egypt", in The Numismatist 33, no. 6 (June, 1920) 279-281
- "Lampsakos; the gold staters, silver and bronze coinages", in American Journal of Numismatics 53, pt. 3: (1924) 1-77
- "Un tresor monetaire decouvert a Cesaree en Cappadoce", in Arethuse 4 (1927) 145-172
- "Tetradrachms of Demetrius Poliorcertes", in Bulletin of the Museum of Fine Arts 28, no. 168 (1930) 71-72
- "Tetradrachm of Maussolus", in Bulletin of the Museum of Fine Arts 29, no. 171 (1931) 11-13
- "The aurei and solidi of the Arras hoard", in The Numismatic Chronicle 5th ser., 13 (1933) 268-348
- "The Aphlaston, symbol of naval victory or supremacy on Greek and Roman coins", in Transactions of the International Numismatic Congress (London, June 30-July 3, 1936) Ed. J. Allan, H. Mattingly, and E.S.G. Robinson (London, 1938) 23-32
- "A new Cleopatra tetradrachm of Ascalon", in American Journal of Archaeology 34, no. 3 (1937) 452-463
- "Philip of Macedon's race horse, winner at the Olympic Games, 356 B.C.", in Numismatic Review 1, no. 1 (June, 1943) 5-6
- "Seleucid coins of Ake-Ptolemais in Phoenicia", in ANS Museum Notes 1 (1946) 17-35
- "Dated coins of Ptolemy V, 204-180 B.C.", in ANS Museum Notes 2 (1947) 1-11
- "Indo-Bactrian coins acquired by the American Numismatic Society in 1947", in ANS Museum Notes 3 (1948) 31-43
- "The mint of Ascalon under the Seleucids", in ANS Museum Notes 4 (1950) 43-54
- "Athena Alkidemos of Pella", in ANS Museum Notes 4 (1950) 55-72
- "The Benha hoard of Ptolemaic gold coins", in ANS Museum Notes 5 (1952) 1-8